# Chiara Frison
Chiara Frison (* 24. September 1969) ist eine italienische Italianistin mit einem Schwerpunkt im 15. und 16. Jahrhundert; dabei ist sie vor allem im Bereich der Editionen am venezianischen Centro Cicogna tätig, das nach Emmanuele Antonio Cicogna benannt wurde.

## Akademischer Weg, Editionsschwerpunkte
Chiara Frison wurde, nachdem sie 1997 die Laurea in Italienischer Literatur erlangt hatte, 2012 in Italianistik und Philologie (klassische und mittelalterliche) an der venezianischen Universität Ca’ Foscari promoviert. 
Sie kuratierte die Transkription eines der Hauptwerke des venezianischen Historikers Marin Sanudo (des Jüngeren), nämlich die Vite dei Dogi (1423–1474). Dann folgte das Werk Giorgio Dolfins, die Cronicha dela nobil cità de Venetia e dela sua provintia et destretto. Auch führte sie die Edition Gli Epigrammi di Jacopo Sannazaro nell’edizione aldina del 1535 durch; dabei stützte sie sich auf die Ausgabe, die bei Aldus Manutius gedruckt worden war.
Frison arbeitet an dem Projekt La dispersa biblioteca di Marin Sanudo il giovane des Centro di Studi Medioevali e Rinascimentali „E. A. Cicogna“ mit, kurz Centro Cicogna genannt, ebenso wie sie am Notiziario Bibliografico. Periodico della Giunta regionale del Veneto mitwirkt. Bereits bei der kritischen Edition der Diarii des Marin Sanudo hatte sich die Herausgeberin bei den drei letzten Bänden auf die Transkription von Frison gestützt.

## Veröffentlichungen (Auswahl)
- Note sugli Epigrammata del Sannazaro, in: Francesco Tateo, Davide Canfora, Angela Caracciolo Aricò (Hrsg.): La Serenissima e il Regno, Bari 2006, S. 313–326.
- mit Angela Caracciolo Aricò, Nicoletta Baldin, Lorenzo Bernardinello, Matteo Donazzon, Norbert Marcolla (Hrsg.): Catalogo dei manoscritti medievali e umanistici del Fondo E. A. Cicogna conservato presso La Biblioteca Civica del Museo Correr di Venezia, Centro di Studi Medievali e Rinascimentali “Emmanuele Antonio Cicogna”, Bd. 1, Venedig 2008, S. I–XXXIX; 1–422; Bd. 2, Venedig 2009, S. 1–350.
- Transkription durch Chiara Frison, Angela Caracciolo Aricò (Hrsg.): Marin Sanudo il giovane, Le vite dei dogi (1423–1474), Bd. I, La Malcontenta, Venedig 1999 und 2002, Bd. II, Antenore, Rom/Padua 2001 und 2004. (Digitalisat, Bd. I, Digitalisat, PDF, Bd. II)
- Transkription und Anmerkungen von Chiara Frison, Angela Caracciolo Aricò (Hrsg.): Cronicha dela nobil cità de Venetia e dela sua provintia et destretto di Giorgio Dolfin (Origini–1458), 2 Bde., Centro di Studi Medievali e Rinascimentali “Emmanuele Antonio Cicogna”, Venedig 2007 und 2009. (Digitalisat der tesi di dottorato)
- Si fusseno turchi non fariano pezo, in: Rive 7 (2009) 12–20.
- (Hrsg.): Gli epigrammi di Jacopo Sannazaro nell’edizione aldina del 1535, Il Poligrafo, Padua 2011.
- Venezia tra Oriente ed Occidente: la «Chronica dela nobil cità de Venetia et dela sua Provintia et Destretto» (origini-1458), di Giorgio Dolfin, in: Annuario dell’Istituto Romeno di Cultura e Ricerca Umanistica di Venezia XIV-XV (2012–2013) 73–84.
- mit Elena Bocchia, Zuane Fabbris, Roberto Pesce (Hrsg.): Dialogo: studi in memoria di Angela Caracciolo Aricò, Venedig 2017 (Angela Caracciolo Aricò war 2015 gestorben).
- Da Padova a Venezia. L’ultimo catalogo dei manoscritti della biblioteca di S. Giovanni in Verdara, in: Dies., Elena Bocchia, Zuane Fabbris, Roberto Pesce (Hrsg.): Dialogo: studi in memoria di Angela Caracciolo Aricò, Venedig 2017, S. 189–224 (Handschriftenkatalog der Paduaner Kirche San Giovanni in Verdara).